# Mehdi Oubila
Mehdi Oubila (en arabe : المهدي أوبيلا), né le 17 août 1992 à Mohammédia, est un footballeur marocain évoluant au poste de milieu récupérateur au RS Berkane.

## Biographie

### En club
Natif de Mohammédia, Mehdi Oubila intègre jeune le centre de formation de sa ville avant de faire ses débuts professionnels en 2012 avec le club Chabab Mohammedia en D2 marocaine.
Le 23 juillet 2014, il signe un contrat de quatre ans au HUS Agadir.
Avec Agadir, il participe à la Coupe de la confédération lors de la saison 2018-2019. Il se met en évidence en inscrivant un but en phase de groupe contre le Raja Casablanca. Son équipe s'incline en quart de finale face au club égyptien de Zamalek.
La saison suivante, il participe de nouveau à la Coupe de la confédération. Il marque un but contre le club algérien du Paradou en phase de groupe. Son équipe s'incline en demi-finale face à la Renaissance sportive de Berkane.
Le 20 mai 2022, il remporte la Coupe de la confédération après avoir remporté la finale sur une séance de tirs au but face à l'Orlando Pirates FC (match nul, 1-1). Le 10 septembre 2022, il entre en jeu à la 76ème minute à la place de Sofian El Moudane sous son nouvel entraîneur Abdelhak Benchikha à l'occasion de la finale de la Supercoupe de la CAF face au Wydad Athletic Club. Le match se solde sur une victoire de 0-2 au Complexe sportif Moulay-Abdallah.

### En sélection
Le 2 février 2015, il prend pour la première fois part à un stage d'entraînement avec l'équipe du Maroc A'.
Le 28 septembre 2016, il reçoit une convocation en équipe du Maroc A' pour deux rencontres amicales : contre le Cameroun le 6 octobre 2016 à Yaoundé et le 10 octobre 2016 à Agadir contre l'équipe de Jordanie. Son coéquipier en club Badie Aouk est également convoqué.
Le 6 novembre 2017, il est convoqué par Jamal Sellami en équipe du Maroc A' pour un stage de préparation à la CHAN 2018. 
En janvier 2018, il rate le Championnat d'Afrique des nations de football 2018 après s'être blessé en club.

## Statistiques

### Statistiques détaillées
| Saison                | Club                  | Championnat           | Championnat | Championnat | Championnat | Coupe(s) nationale(s) | Coupe(s) nationale(s) | Coupe(s) nationale(s) | Compétition(s) continentale(s) | Compétition(s) continentale(s) | Compétition(s) continentale(s) | Compétition(s) continentale(s) | Total | Total | Total |
| Saison                | Club                  | Division              | M.          | B.          | P.d.        | M.                    | B.                    | P.d.                  | Comp.                          | M.                             | B.                             | P.d.                           | M.    | B.    | P.d.  |
| 2014-2015             | HUS Agadir            | Botola Pro            | 24          | 3           | 0           | -                     | -                     | -                     | -                              | -                              | -                              | -                              | 24    | 3     | 0     |
| 2015-2016             | HUS Agadir            | Botola Pro            | 15          | 1           | 1           | -                     | -                     | -                     | -                              | -                              | -                              | -                              | 15    | 1     | 1     |
| 2016-2017             | HUS Agadir            | Botola Pro            | 24          | 1           | 1           | 3                     | 0                     | 0                     | -                              | -                              | -                              | -                              | 27    | 1     | 1     |
| 2017-2018             | HUS Agadir            | Botola Pro            | 24          | 1           | 0           | 2                     | 0                     | 0                     | -                              | -                              | -                              | -                              | 26    | 1     | 0     |
| 2018-2019             | HUS Agadir            | Botola Pro            | 18          | 1           | 3           | 2                     | 0                     | 0                     | C3                             | 11                             | 1                              | 3                              | 31    | 2     | 6     |
| 2019-2020             | HUS Agadir            | Botola Pro            | 11          | 0           | 1           | -                     | -                     | -                     | C3                             | 10                             | 1                              | 1                              | 21    | 1     | 2     |
| 2020-2021             | HUS Agadir            | Botola Pro            | 1           | 0           | 0           | -                     | -                     | -                     | -                              | -                              | -                              | -                              | 1     | 0     | 0     |
| Total sur la carrière | Total sur la carrière | Total sur la carrière | 117         | 7           | 6           | 7                     | 0                     | 0                     | -                              | 21                             | 2                              | 4                              | 145   | 9     | 10    |

## Palmarès
HUS Agadir
- Coupe du Maroc :
  - Finaliste : 2019.

 RS Berkane
- Coupe de la confédération (1) :
  - Vainqueur : 2021-22
- Supercoupe de la CAF (1) :
  - Vainqueur : 2022
- Coupe du Maroc (1) :
  - Vainqueur : 2022.